# 博帕尔专区
博帕尔专区（Bhopal division）是印度中央邦所辖的一个专区。
该专区的行政中心为博帕尔。博帕尔专区目前辖有比图尔县、博帕尔县、哈尔达县、霍桑贾巴德县、赖森县、拉吉加尔县、塞霍尔县、维迪沙县8个县。